# Орден Индийской короны
Имперский орден Индийской короны (Imperial Order of the Crown of India) — британский женский почётный орден.
Орден был основан королевой Викторией в 1878 году, когда она стала императрицей Индии. C 1947 года, когда Индия стала независимой, награждения прекратились. 
Орденом награждались только женщины: британские принцессы, жены или родственницы индийских князей, а также жены или родственницы бывших или в тот момент занимавших пост
- вице-короля Индии,
- генерал-губернатора Индии,
- губернатора Мадраса,
- губернатора Бомбея,
- губернатора Бенгалии,
- министра по делам Индии (Secretary of State for India),
- главнокомандующего британскими войсками в Индии.

Члены ордена не получали никаких привилегий, кроме права использовать после своих имен буквы "CI" и носить орденский знак. Орденский знак включал императорскую монограмму королевы Виктории, "VRI" (Victoria Regina Imperatrix), выполненную из бриллиантов, жемчуга и бирюзы, окруженную по кругу жемчугом и увенчанную императорской короной. Знак носился на голубом банте на левом плече. Английский король Георг VI в июне 1947 года. наградил орденом Индийской короны принцессу Маргарет и её сестру принцессу Елизавету, будущую королеву Елизавету II.